# Сталінський Олег
Сталінський Олег (16 січня 1907 — 16 квітня 1990, Львів), соліст і балетмайстер Київської, з кінця 1940-их років Львівської опери. Партії Базіля («Дон Кіхот» Мінкуса), Принц («Лебедине озеро» П. Чайковського), Лукаш («Лісова пісня» М. Скорульського), Олекса Довбуш («Хустка Довбуша» А. Кос-Анатольського) та ін.
Помер 16 квітня 1990 року у Львові. Похований на Личаківському цвинтарі, поле № 67.